# Komorî, Zaricine
Komorî (în ucraineană Комори) este un sat în comuna Nenkovîci din raionul Zaricine, regiunea Rivne, Ucraina.

## Demografie
Componența lingvistică a localității Komorî
     Ucraineană (100%)
Conform recensământului din 2001, toată populația localității Komorî era vorbitoare de ucraineană (100%).